# فرانسیس هرون
فرانسیس هرون (به انگلیسی: Francis Heron) بازیکن فوتبال زادهٔ ۱۸۵۳ اهل انگلستان بود که سابقهٔ بازی در تیم ملی فوتبال انگلستان را در کارنامهٔ خود دارد. وی در تاریخ ۴ مارس ۱۸۷۶ تنها بازی ملی خود را در مقابل تیم ملی فوتبال اسکاتلند انجام داد.